# Tolar
O tolar foi a moeda oficial da Eslovênia entre outubro de 1991 e dezembro de 2006, tendo sido substituído pelo Euro. O tolar era dividido em cem stotins. O código monetário ISO 4217 para o tolar é SIT.
O nome tolar deriva de Thaler (em português táler), uma moeda de prata cunhada pela primeira vez em 1518 em Joachimsthal, Boêmia, da qual deriva a palavra inglesa dollar.
Como o esloveno é uma linguagem com variação na forma plural as flexões do plural da palavra "tolar" são tolarja para 2 SIT, tolarji para 3 ou 4 SIT e a partir de 5 SIT, usa-se a palavra tolarjev, genitivo plural de tolar.
Em 28 de junho de 2004, o tolar foi atrelado ao euro no Sistema Monetário Europeu,  através do European Exchange Rate Mechanism II , o mecanismo de taxas de câmbio da União Europeia.

## Histórico
O tolar foi introduzido em 8 de Outubro de 1991. Ele convertia e substituía o dinar iugoslavo na proporção de 1 para 1. Em 28 de Junho de 2004 o tolar foi atrelado ao euro no Sistema Monetário Europeu ("European Exchange Rate Mechanism")
Em 1 de Janeiro de 2007, o tolar foi substituído pelo euro. As emissões eslovenas de moedas do euro seguiram o padrão adotado pelas demais nações que utilizam esta moeda. O cronograma de conversão do tolar para o euro foi diferente do adotado na primeira onda de adesão à moeda única. A taxa de conversão foi encerrada em 11 de Julho de 2006 em 239,64 tolares para 1 euro. Apesar de substituído, o tolar se manteve aceito para realização de pagamentos mas o troco passou a ser dado em euros.

## Moedas
Em 1992, foram introduzidas moedas as denominações de 10, 20 e 50 stotins ("stotinov"), e 1, 2 e 5 tolares ("tolarjev"). A moeda de 10 tolares foi adicionada em 2000, seguida das moedas de 20 e 50 tolares, em 2003. O anverso exibe a denomimação do valor enquanto o reverso exibe animais nativos da Eslovênia.